# Снежинский городской округ
Сне́жинский городско́й о́круг — муниципальное образование в Челябинской области России.
Административный центр — город Снежинск.
Соответствует административно-территориальной единице город Снежинск (не входящей в состав районов). Образует ЗАТО.

## История
Статус и границы городского округа установлены законом Челябинской области от 6 июля 2004 года № 238-ЗО «О статусе и границах Снежинского городского округа».

## Население
| 2002    | 2009    | 2010    | 2012    | 2013    | 2014    | 2015    |
| ------- | ------- | ------- | ------- | ------- | ------- | ------- |
| 50 877  | ↘50 499 | ↘49 186 | ↗49 269 | ↗49 480 | ↗49 833 | ↗50 104 |
| 2016    | 2017    | 2018    | 2019    | 2020    | 2021    | 2023    |
| ↗50 684 | ↗51 113 | ↗51 409 | ↗51 843 | ↗52 099 | ↘50 814 | ↗50 901 |

## Состав городского округа
| № | Населённый пункт  | Тип населённого пункта        | Население |
| - | ----------------- | ----------------------------- | --------- |
| 1 | Ближний Береговой | посёлок                       | ↘275      |
| 2 | Ключи             | деревня                       | ↘101      |
| 3 | Снежинск          | город, административный центр | ↗50 717   |